# Catecolo ossidasi (dimerizzante)
La catecolo ossidasi (dimerizzante) è un enzima appartenente alla classe delle ossidoreduttasi, che catalizza la seguente reazione:
4 catecolo + 3 O2 ⇄ 2 dibenzo[1,4]diossina-2,3-dione + 6 H2O